# Hydriastele microcarpa
Hydriastele microcarpa es una especie de palmera endémica de  Fiyi y está considerada en peligro de extinción por la pérdida de hábitat.

## Distribución
Hydriastele microcarpa solo se encuentran en las islas de Viti Levu y Vanua Levu, donde es una especie escasa que se encuentra en las empinadas laderas boscosas, a una altitud de entre 180 y 260 metros.

## Taxonomía
Hydriastele microcarpa fue descrita por (Scheff.) W.J.Baker & Loo y publicado en  Bulletin 59: 65, en el año 2004.
Etimología
Hydriastele: nombre genérico compuesto por Hydrias = "ninfa de agua" y stele = "columna o pilar", tal vez refiriéndose a los delgados tallos erectos de las especies que crecen cerca del agua.
microcarpa: epíteto compuesto que significa "pequeño fruto".
Sinonimia
- Gronophyllum microcarpum Scheff. basónimo[5]